# Quinalasag Island
Quinalasag Island ist eine philippinische Insel, die zur Provinz Camarines Sur gehört und unter Verwaltung der Großraumgemeinde Garchitorena steht. Sie liegt im Westen der Philippinensee, 2,5 km vor der Nordküste der Caramoan-Halbinsel in der Bicol Region, 1 km nördlich der Insel Matanga-, ca. 0,5 km nordöstlich von Malabungut- und 2,5 km östlich von Lamit Islands.
Auf der Insel liegen die Barangays Dangla, Burabod, Cagamutan, Cagnipa und Tamiawon, diese werden als dörflich beschrieben und bei der Volkszählung 2020 wurden 3416 Einwohner gezählt. Die Bevölkerung lebt hauptsächlich vom Fischfang, im Inselinneren finden sich auch kleinere landwirtschaftlich genutzte Flächen.
Die Insel hat eine unregelmäßige Form, mit tief eingeschnittenen Buchten im Norden und Westen. Die Topografie ist gekennzeichnet durch hügeliges Terrain, das im Inselinneren bis auf 200 Meter über dem Meeresspiegel ansteigt. Die Küstenlinie der etwa 6,8 km langen und ca. 6,2 km breiten Insel wird geprägt durch Sandstrände und hoch aufragende Felskliffe, diesen sind zahlreiche kleinere Korallenriffe und Seegraswiesen vorgelagert. Der Pflanzenwuchs der Insel besteht aus einer tropischen Vegetation, die hauptsächlich aus Kokos-, Nipapalmen, im Inselinneren aus dem Ipil-ipil Baum, verschiedenen Buscharten und großflächigen Grassavannen besteht.
Einheimische Fischer bieten vom Hafen in Garchitorena Fährverbindungen zur Insel an. Die Überfahrt dauert ca. 20 Minuten.